# 三江水葱
三江水葱（学名：Schoenoplectus nipponicus），又名高乐音-塔巴牙或日本藨草，为莎草科水葱属下的一个种。分布于朝鲜、俄罗斯远东地区的乌苏里、则亚-布列亚以及中国黑龙江省和内蒙古。